# 伊藤潤一
伊藤 潤一（いとう じゅんいち）は、日本の編集技師。日本映画学校卒業。有限会社ジェイ・フィルムに所属。

## 主な作品

### 映画
- 夢の中へ（2005年）
- Strange Circus 奇妙なサーカス（2005年）
- 紀子の食卓（2006年）
- 気球クラブ、その後（2006年）
- エクステ（2007年）
- キディ・グレイド イグニッション 覚醒篇（2007年）
- キディ・グレイド メイルシュトローム 氾濫篇（2007年）
- キディ・グレイド トゥルースドーン 黎明篇（2007年）
- 愛のむきだし（2009年）
- カフェ代官山III　それぞれの明日（2009年）
- ちゃんと伝える（2009年）
- 劇場版 ブレイクブレイド 第一章「覚醒ノ刻」（2010年）
- 劇場版 ブレイクブレイド 第二章「訣別ノ路」（2010年）
- 私の優しくない先輩（2010年）
- 劇場版 ブレイクブレイド 第三章「凶刃ノ痕」（2010年）
- 劇場版 ブレイクブレイド 第四章「惨禍ノ地」（2010年）
- 蒼穹のファフナー HEAVEN AND EARTH（2010年）
- 劇場版 ブレイクブレイド 第五章「死線ノ涯」（2011年）
- 劇場版 ブレイクブレイド 第六章「慟哭ノ砦」（2011年）
- 冷たい熱帯魚（2011年）
- ヒミズ（2012年）
- DOCUMENTARY of AKB48 Show must go on 少女たちは傷つきながら、夢を見る（2012年）
- 陽だまりの彼女（2013年）
- DOCUMENTARY of AKB48 The time has come 少女たちは、今、その背中に何を想う?（2014年）
- 先生!、、、好きになってもいいですか?（2017年）
- 僕たちの嘘と真実 Documentary of 欅坂46（2020年）[1]

### アニメ
- PIANO（2002 - 2003年）
- D・N・ANGEL（2003年）
- 出撃!マシンロボレスキュー（2003 - 2004年）
- 瓶詰妖精（2003年）
- まっすぐにいこう。（2004年）
- アガサ・クリスティーの名探偵ポワロとマープル（2004年 - 2005年）
- 蒼穹のファフナー（2004年）
- SHUFFLE!（2005 - 2006年）
- 強殖装甲ガイバー（2005 - 2006年）
- 蒼穹のファフナー RIGHT OF LEFT（2005年）
- サルゲッチュ 〜オンエアー〜（2006 - 2007年）
- RAY THE ANIMATION（2006年）
- スーパーロボット大戦OG -ディバイン・ウォーズ-（2006 - 2007年）
- SHUFFLE! MEMORIES（2007年）
- みなみけ〜おかわり〜（2008年）
- 喰霊-零-（2008年）
- みなみけ おかえり（2009年）
- 未来日記（2011 - 2012年）
- 勇者になれなかった俺はしぶしぶ就職を決意しました。（2013年）
- 蒼穹のファフナー EXODUS（2015年）
- ビッグオーダー（2016年）
- こねこのチー ポンポンらー大冒険（2016年）
- トミカハイパーレスキュー ドライブヘッド 機動救急警察（2017年）
- こねこのチー ポンポンらー大旅行（2018年）

ドラマ
- Pinkの遺伝子
- 恋する!?キャバ嬢
- みんな!エスパーだよ!
- おかえりモネ
- ブラッシュアップライフ